# Verschaffeltia
Verschaffeltia é um género botânico pertencente à família Arecaceae.  Ambroise Verschaffelt, (1825-1886).